# Waalse Kerk (Amsterdam)

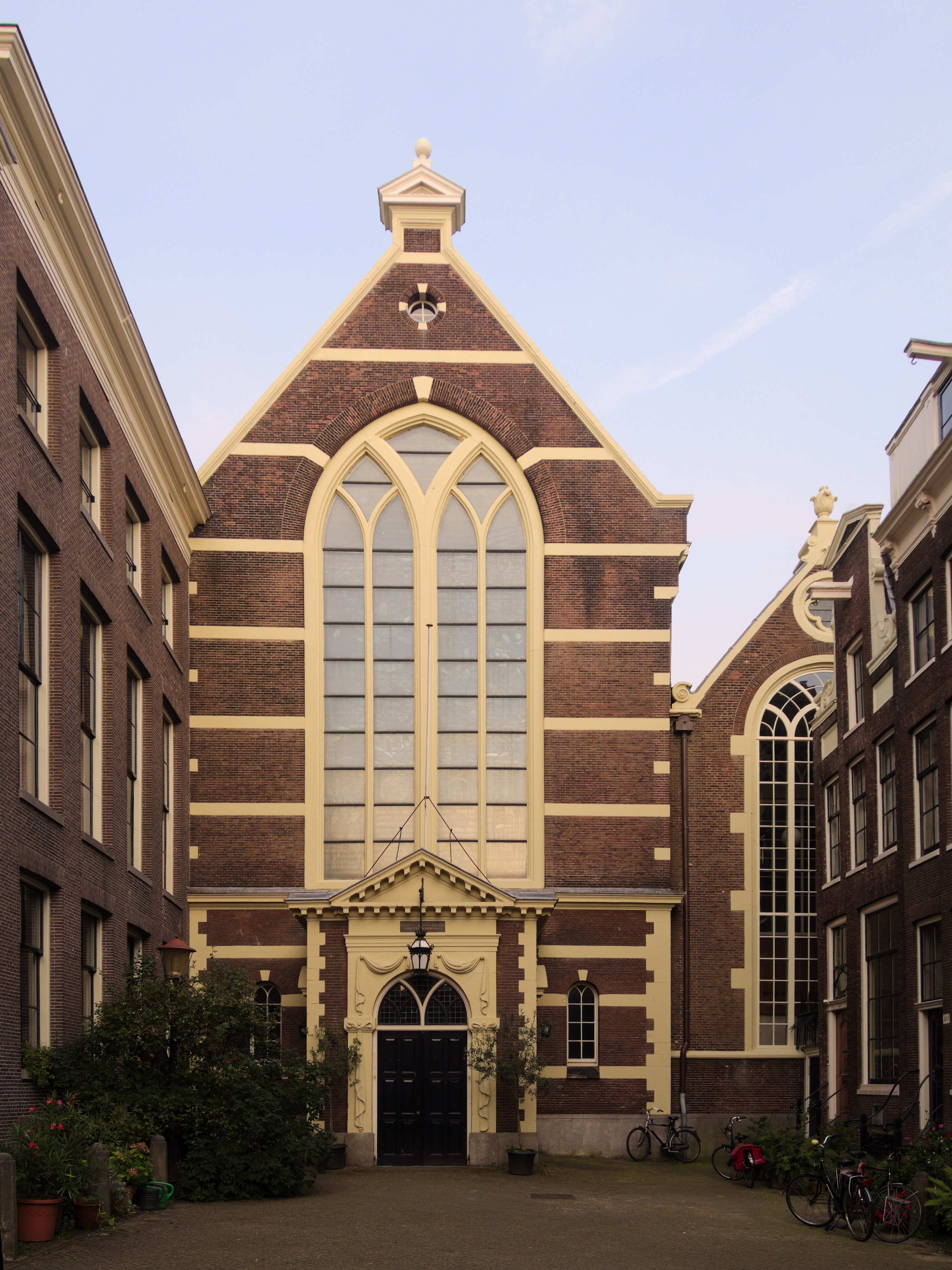
Hauptfassade am Walenpleintje

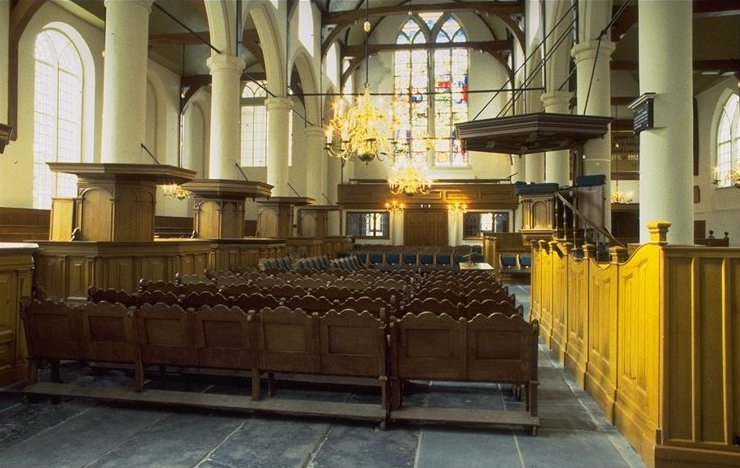
Innenansicht der Kirche

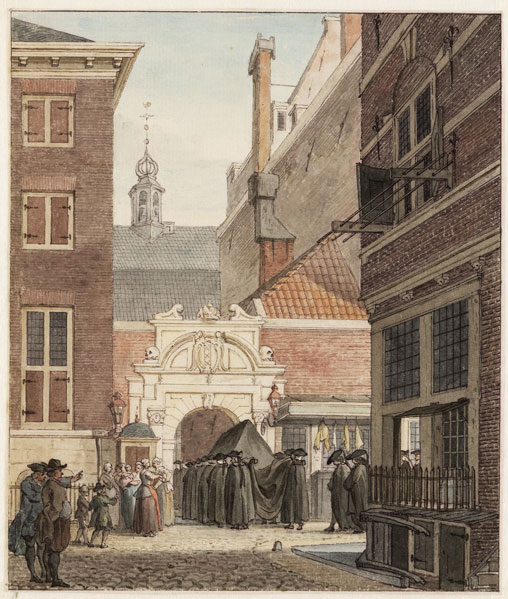
Portal an der Oude Hoogstraat, verziert mit Totenköpfen (Historische Ansicht)

Die Waalse Kerk (französisch Église Wallonne) ist eine Kirche, die sich im südlichen Teil des Oudezijds Achterburgwal in Amsterdam befindet. Die Kirche wurde früher Französische Kirche, Walenkerk, Oude Walenkerk oder Oude Waalse Kerk genannt. Jeden Sonntag um 11 Uhr findet hier ein Gottesdienst in französischer Sprache statt. Hier finden auch Konzerte und Musikaufnahmen statt; die Kirche ist für ihre sehr gute Akustik und für ihre bedeutende historische Orgel bekannt, an der unter anderem Gustav Leonhardt und Jacques van Oortmerssen als Titularorganisten wirkten und Aufnahmen klassischer Orgelwerke einspielten.

## Geschichte
In der dreischiffigen Kirche sind unter anderem der Maler Bartholomeus van der Helst (1613–1670) und der Wissenschaftler Jan Swammerdam (1637–1680) begraben. Elizabeth Timothy (1702–1757), die erste amerikanische Zeitungsredakteurin und -verlegerin, wurde wahrscheinlich hier getauft. Ein bekannter Pfarrer der wallonischen Kirche war Marie Adrien Perk, der hier von 1872 bis 1900 amtierte.
Die Waalse Kerk wurde 1970 zum nationalen Kulturdenkmal erklärt.
Die Waalse Kerk ist eine ehemalige römisch-katholische Kapelle, die Kapelle des Klosters der Paulusbrüder. Die erste Kapelle des Klosters wurde 1409 erbaut, aber wahrscheinlich beim Stadtbrand von 1452 zerstört. Im Jahr 1493 erhielt das Kloster die Genehmigung zum Bau einer neuen Kapelle, die drei Jahre später geweiht wurde. Nach der Reformation in Amsterdam im Jahr 1578 wurde die Kapelle beschlagnahmt. Sie diente unter anderem als Lagerhaus, bis sie 1586 den wallonischen reformierten Flüchtlingen, französischsprachigen Protestanten aus den südlichen Niederlanden und Frankreich, zur Verfügung gestellt wurde. Sie war eine von 15 wallonischen Kirchen, die von reformierten Flüchtlingen allein in den Niederlanden zwischen 1571 und 1590 gegründet wurden.
Im Jahr 1616 erhielt die Kirche  an der Nordseite einen zusätzlichen Eingang mit einem Portal an der Oude Hoogstraat, das von Hendrick de Keyser entworfen wurde. Das Portal ist mit Totenköpfen verziert, ein Hinweis auf die Leichenzüge, die durch dieses Portal zogen. Das klassizistische Portal an der Fassade stammt aus dem Jahr 1647.
Die Kirche, die ursprünglich aus einem Mittelschiff und einem nördlichen Seitenschiff bestand, wurde 1661 umgebaut und um ein südliches Seitenschiff erweitert. Nach der Aufhebung des Edikts von Nantes im Jahr 1685 floh ein neuer Strom von Hugenotten. Die wallonische Gemeinde in Amsterdam wuchs enorm. Deshalb wurden an drei Seiten der Kirche Emporen gebaut. Die Kirche erwies sich jedoch als zu klein, so dass 1719 eine zweite Kirche, die Neue Waalse-Kirche, an der Prinsengracht eröffnet wurde. Danach wurde die Waalse Kerk auch Oude Waalse Kerk oder Grande Église genannt, um sie von der Nieuwe Waalse Kerk oder Petite Église zu unterscheiden.
In den Jahren 1816 und 1891 wurde die Kirche unter anderem umgebaut und die Emporen entfernt. In den Jahren 1990–1992 wurde die Kirche restauriert und ihre Fundamente neu errichtet, um die Setzung auszugleichen, die durch die 1885 errichtete Fassade verursacht worden war. Bei dieser Restaurierung wurden so viele Grabsteine gefunden, dass man beschloss, den Betonboden zu entfernen, um Platz für einen neuen, selbsttragenden Boden mit eigenem Fundament zu schaffen. Bei dieser Restaurierung wurde auch die Empore wieder in ihren ursprünglichen Zustand versetzt.
Der kleine Platz vor der Kirche wurde im Volksmund Walenplein genannt und heißt seit 1976 auch offiziell so. Die Adresse der Kirche ist Walenpleintje 159; die Hausnummerierung folgt noch immer derjenigen des Oudezijds Achterburgwal.
Auf einer Tafel im nördlichen Seitenschiff der Kirche steht der französische Text: „Fondée en 1409; Restaurée en 1647; Agrandie en 1661; Rebâtie en 1816; Restaurée en 1891 par le troupeau Wallon et par ceux qui s'intéressent à son culte; Restaurée, ameliorée et renovée en 1991 et 1992“. („1409 gegründet; 1647 restauriert; 1661 vergrößert; 1816 wiederaufgebaut; 1891 von der wallonischen Gemeinde und denjenigen, die sich für ihren Gottesdienst einsetzen, restauriert; 1991 und 1992 restauriert, verbessert und renoviert.“)

## Schüsse in der Kirche
Am 12. Oktober 1755 betrat ein französischer Bäckerjunge während des Gottesdienstes die wallonische Kirche und schoss mit einem Gewehr auf den Pfarrer. Dieser Bäckerknecht hatte sich in die Tochter eines wohlhabenden Kaufmanns verliebt, ein Mädchen, das weit über seinem Stand situiert war, und der Pfarrer hatte sich auf Bitten des Vaters eingemischt, um die Liebesbeziehung zu beenden, zum Ärger des Bäckerknechts.
Der Vikar wurde nur von einer Kugel gestreift, fiel aber vor Schreck nach hinten. Da die Tür zur Kanzel nicht richtig geschlossen war, stürzte er die Treppe hinunter und zog sich eine schwere Kopfverletzung zu, überlebte aber und erholte sich von seinen Verletzungen.
Der Täter versuchte zu fliehen, wurde aber gefasst, in Handschellen abgeführt und musste eine einjährige Haftstrafe im Zuchthaus verbüßen. In der Kanzel und dem Pfeiler daneben sind einige Einschusslöcher geblieben, die jedoch bei der Restaurierung in den 1990er Jahren unsichtbar gemacht wurden.

## Orgel

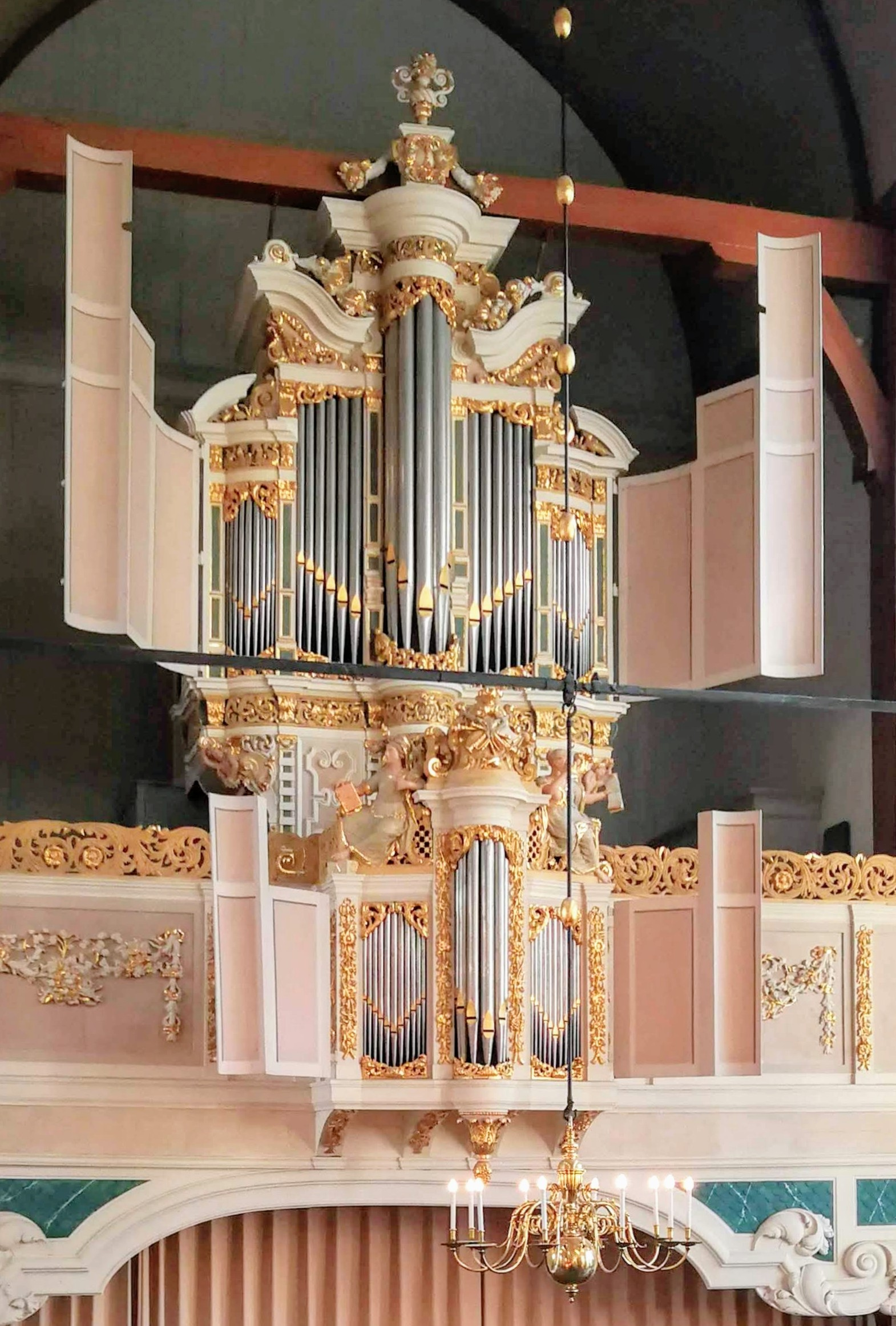
Die Orgel der Kirche

Im Jahr 1680 erhielt die Kirche ihre erste Orgel, gebaut von dem Genter Orgelbauer Nicolaas Langlez, der wahrscheinlich ein älteres Hauptwerkgehäuse übernahm und um ein Rückpositiv ergänzte. Die Orgel war jedoch unbefriedigend und es wurden mehrere Reparaturen vorgenommen, bis Christian Müller 1733 mit dem Bau einer neuen Orgel beauftragt wurde, die ein Jahr später eingeweiht wurde. Müller übernahm das Orgelgehäuse von Langlez und einige Register. Das Instrument gehört zu den am besten erhaltenen Orgeln von Müller. In späteren Jahren wurde die Orgel mehrfach repariert und verändert. 1822 und 1891 kam es zum Austausch einzelner Register und 1898 zum Einbau neuer Bälge. Im Jahr 1960 wurde beschlossen, die Orgel zu restaurieren und in den Zustand zu versetzen, in dem sie von Müller übergeben worden war. Die Restaurierung wurde 1965 von der Orgelbaufirma Ahrend & Brunzema abgeschlossen. Verlorene Register wurden rekonstruiert, das historische Pfeifenwerk restauriert, die ursprüngliche Tonhöhe wiederhergestellt, die Flügeltüren rekonstruiert sowie zwei neue Spanbälge, neue Klaviaturen und Abstrakten im Stil von Müller angefertigt. Eine Veränderung der Stimmung folgte 1976 durch Ahrend. 1992 verbesserten Ahrend und Henk van Eeken aus Herwijnen die Intonation. Im Jahr 2000 wurden die Windladen durch Flentrop Orgelbouw restauriert und die vorderen Pfeifen des Rugwerks von Henk van Eeken ersetzt.
Die Disposition lautet:
| I Rugpositief C–c3 |        |       |
| Prestant I–II      | 8′     | M     |
| Holpijp            | 8′     | L     |
| Octaaf             | 4′     | L     |
| Quint I–II         | 3′     | AB    |
| Octaaf             | 2′     | M     |
| Terts (ab c1)      | 1 3⁄5′ | AB    |
| Mixtuur II–IV      |        | AB    |
| Scherp IV–V        |        | AB, E |
| Tremulant          |        |       |

| II Hoofdwerk C–c3 |     |       |
| Prestant I–II     | 16′ | M     |
| Prestant I–II     | 8′  | M     |
| Roerfluit         | 8′  | M     |
| Quintadena        | 8′  | M     |
| Prestant          | 4′  | M     |
| Quint             | 3′  | M     |
| Gemshoorn         | 2′  | M     |
| Mixtuur IV–VI     |     | M     |
| Trompet           | 16′ | M, AB |
| Trompet           | 8′  | M     |
| Vox Humana        | 8′  | M     |
| Tremulant         |     |       |

| Pedaal C–d1 |     |       |
| Bourdon     | 16′ | L     |
| Prestant    | 8′  | L, AB |
| Roerquint   | 6′  | L     |
| Octaaf      | 4′  | M     |
| Nachthoorn  | 2′  | M     |
| Fagot       | 16′ | M     |
| Trompet     | 8′  | M     |

- Koppeln: I/II, II/P
- Spielhilfen: Sperrventile I, II, P

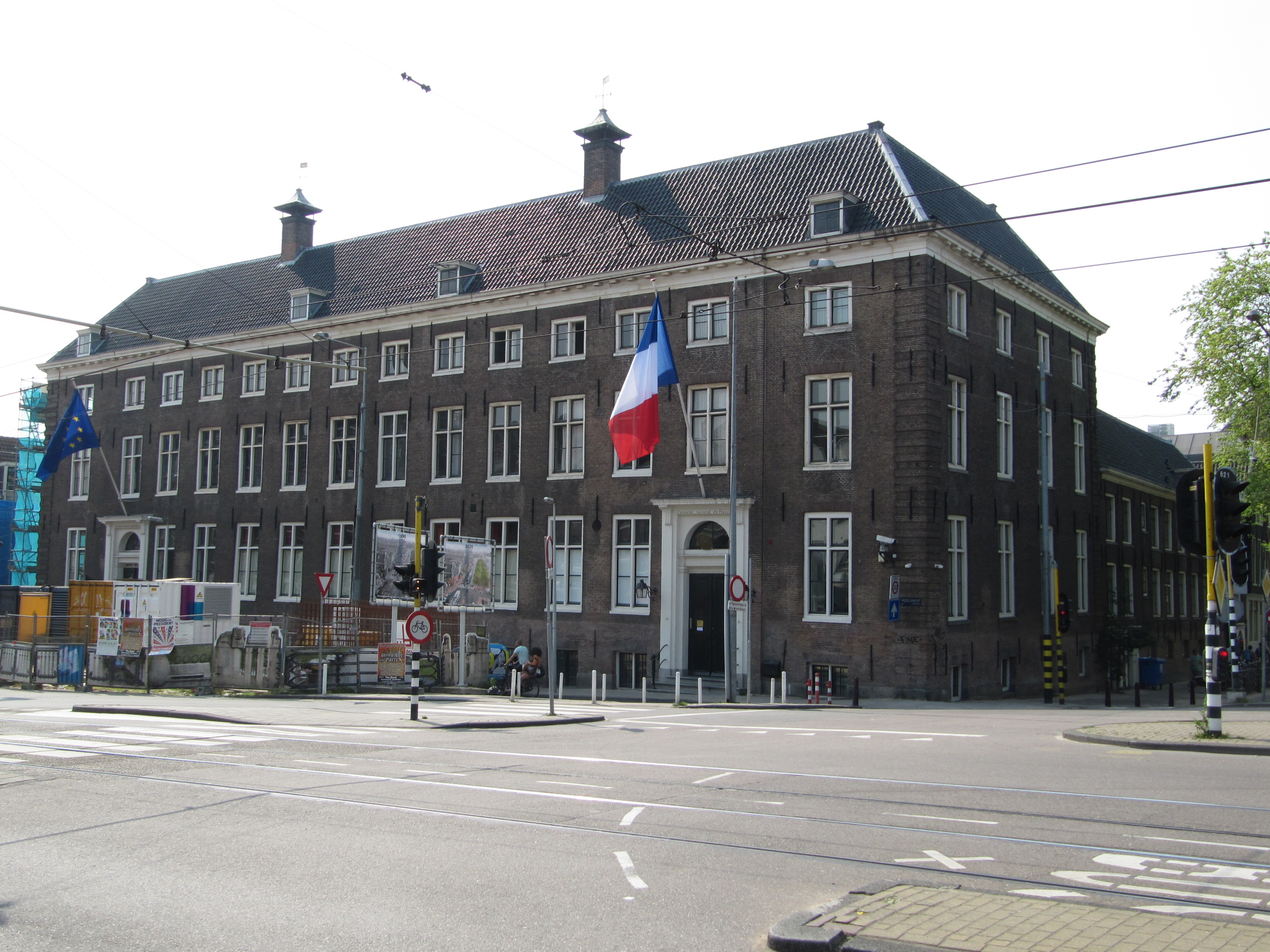
Das Wallonische Waisenhaus an der Vijzelgracht

L = Langlez (1680)
M = Müller (1734)
AB = Ahrend & Brunzema (1965)
E = van Eeken (1992)

## Waisenhaus
Im Jahr 1631 kaufte die Diakonie der Waalse Kerk drei Gebäude an der Laurierstraat im Stadtviertel Jordaan. Hier wurde ein Waisenhaus eingerichtet, das auch Witwen und älteren Menschen Unterkunft bot. Im Jahr 1683 zog das wallonische Waisenhaus in ein Gebäude an der Vijzelgracht um, das bis 1967 als Waisenhaus diente. Das französische Konsulat und das französische Kulturzentrum Institut français des Pays-Bas (früher Maison Descartes) wurden in diesem Gebäude eingerichtet. Das französische Kulturzentrum zog später in die Waalse Kerk um.